# Anarco-pacifismo

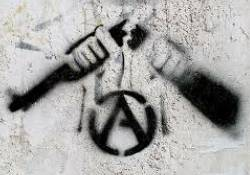
Pistola rotta e anarchismo

L'anarchismo pacifista, o anarcopacifismo, è una forma di anarchismo che raggruppa i movimenti anarchici che rifiutano ogni tipo di azione di lotta che preveda la violenza fisica, e che si propone quindi di realizzare la società anarchica tramite una rivoluzione pacifica, con metodi della tradizione non-violenta.

## Storia
Nel corso della sua storia, l'anarchismo è stato considerato come parte integrante di quelle ideologie che prevedono lotte sociali che accettano anche la violenza per eliminare qualsiasi autorità costituita, particolarmente nei periodi rivoluzionari a cavallo tra il XIX e XX secolo. Secondo gli anarcopacifisti i principi positivi dell'anarchismo sono stati oscurati dalla serie di insurrezioni violente e atti di terrorismo, realizzatesi in quel periodo, che portarono all'identificazione dell'anarchia con l'insurrezionalismo armato, gli attentati politici e altre forme implicanti l'uso della forza. In quest'ottica, l'anarchismo pacifista propone il rifiuto totale della violenza, da parte dei popoli o dei singoli individui, come mezzo per abbattere autorità e gerarchia, così come, in accordo con la dottrina generale, ripudia radicalmente la guerra e qualsiasi tipo di intervento armato da parte degli stati.
Per gli anarcopacifisti contemporanei proprio lo sviluppo delle moderne reti di comunicazione ha permesso il riscatto dei veri principi dell'anarchismo: uguaglianza e libertà. L'anarchismo pacifista è spesso associato con gli anarchismi religiosi, come ad esempio quello di Lev Tolstoj, ed in effetti l'anarcopacifismo non condanna radicalmente i diversi credo religiosi, ma si oppone alle gerarchie ecclesiastiche, riconoscendo in queste ultime una forma di autorità. Esso comunque non ha un carattere prettamente e unicamente religioso.

## Metodi di lotta
I metodi proposti dai gruppi anarco-pacifisti per il raggiungimento dell'obiettivo finale sono:
- La resistenza nonviolenta
- La disobbedienza civile
- Il boicottaggio
- L'hacktivism
- L'obiezione di coscienza al servizio militare
- La diffusione telematica delle idee anarcopacifiste
- L'educazione alla pace e alla nonviolenza
- L'anarco-umorismo
- La diplomazia

## Simbolo
Simbolo dell'anarcopacifismo è la bandiera bianca-nera diagonale.

Bandiera dell'anarco-pacifismo

## Anarco-pacifisti
Oltre al citato Lev Tolstoj, altro pensatore affine è Gandhi. Ricordiamo inoltre, in questo ambito, Simone Weil, Andrea Caffi, e Dorothy Day.
Altri personaggi che si sono dichiarati pacifisti e anarchici al contempo sono: Henry David Thoreau, Erich Mühsam, Gustav Landauer, Bartholomeus de Ligt,  Fabrizio De André e Heathcote Williams.